# 保罗·梅隆
保罗·梅隆（1907年6月11日—1999年2月1日）是一位美国富商，純種賽馬的饲养者，也是安德鲁·W·梅隆基金会的创始人，其父为美国银行家，曾任美国财政部长的安德鲁·威廉·梅隆。